# Hanseflaggen

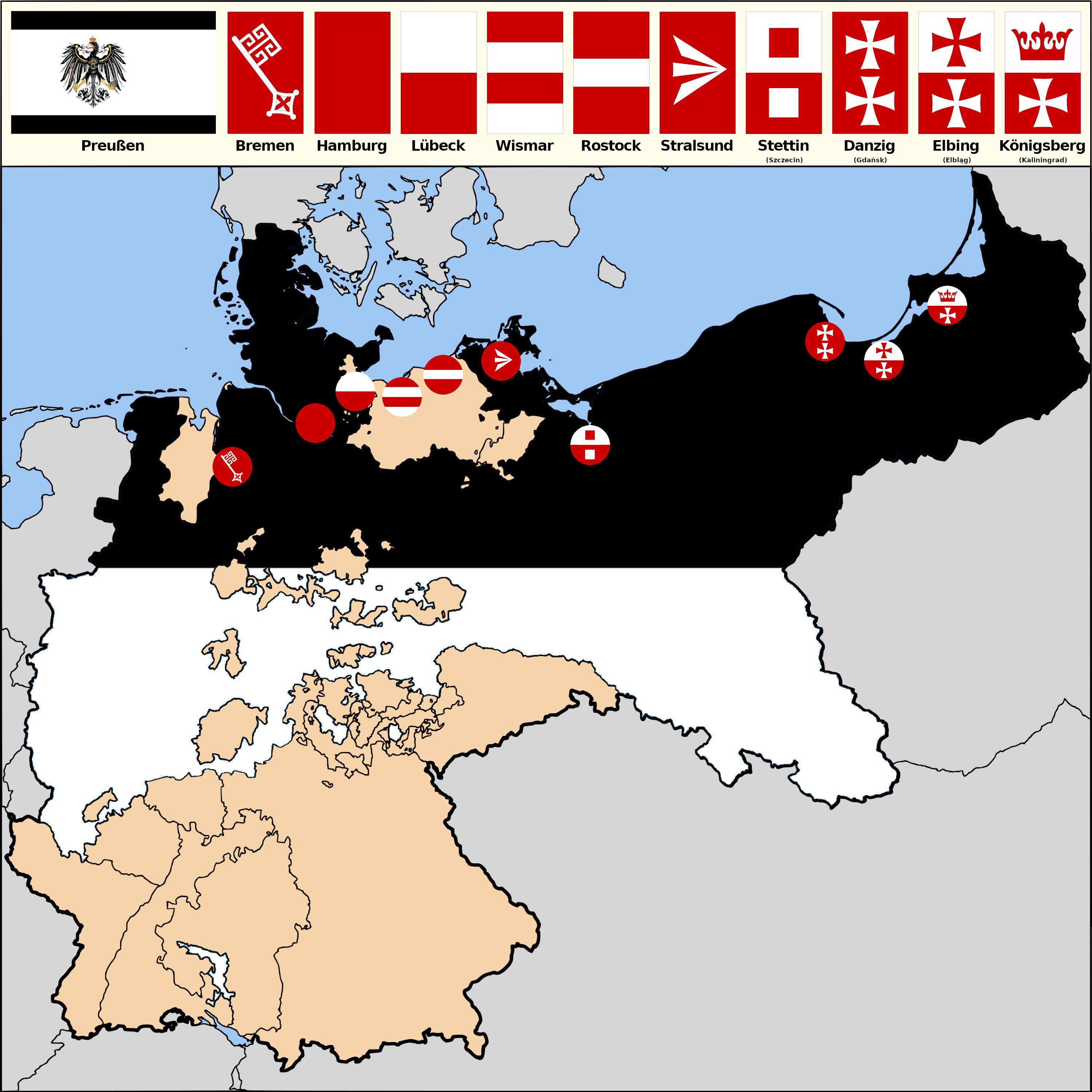
Das Rot-Weiß der Hanse als Farbbestandteil der Flagge des Norddeutschen Bundes und des Deutschen Reichs.

Die Hanseflaggen der bestehenden und ehemaligen Hansestädte waren ursprünglich Wimpel und Banner, die auf den Hansekoggen und anderen Großschiffen der Hansekaufleute geführt wurden.

## Geschichte
Die Schiffe (nicht nur die der Hanse) führten seit dem 13. Jahrhundert an den Mastspitzen (Topp) Windfähnchen in Form eines schmalen Wimpels ("Flüger", niederdeutsch: vlugher, vlügervögel). 1270 wurde über den „roden vlugher“ von Hamburg berichtet und 1299 wurde „de lübesche vloghel“ zuerst erwähnt. Andere Schiffe hatten einfarbig rote Gonfanons an einem Mast mit Kreuz als Spitze befestigt – wohl als Zeichen friedlicher Gesinnung bei Annäherung an den fremden Hafen. Seit der zweiten Hälfte des 13. Jahrhunderts wurden aus ihnen verschiedene, meist weiß-rote Banner gestaltet, um Verwechslungen vorzubeugen.
Mehr Platz für heraldische Gestaltung boten die großen rechteckigen Flaggen, die seit dem 14. Jahrhundert am Heck oder Achterkastell der Schiffe zu sehen waren. Einige hansische Stadtsiegel, die eine Kogge im Siegelbild führen, lassen Anbringung und Motivik deutlich erkennen. Zu ihnen gehören Danzig (13. Jh.), Elbing (1350), Lübeck, Damme (2. Hälfte 14. Jh.), Stralsund. Weitere Städte, die eigene Flaggen hatten, waren unter anderem Riga,   Bremen, Rostock (14. Jahrhundert), Königsberg, Wismar und Stettin (15. Jahrhundert).
Bei Gründung des Norddeutschen Bundes 1867 wurden die Farben Rot und Weiß der Hansestädte und das Schwarz und Weiß von Preußen die Farben der neuen Flagge in Schwarz-Weiß-Rot, die seit 1871 die Flagge des Deutschen Kaiserreichs war.

### Mastwimpel

Der 1299 erstmals erwähnte Lübecker Wimpel (de lübesche vloghel)

## Siehe auch

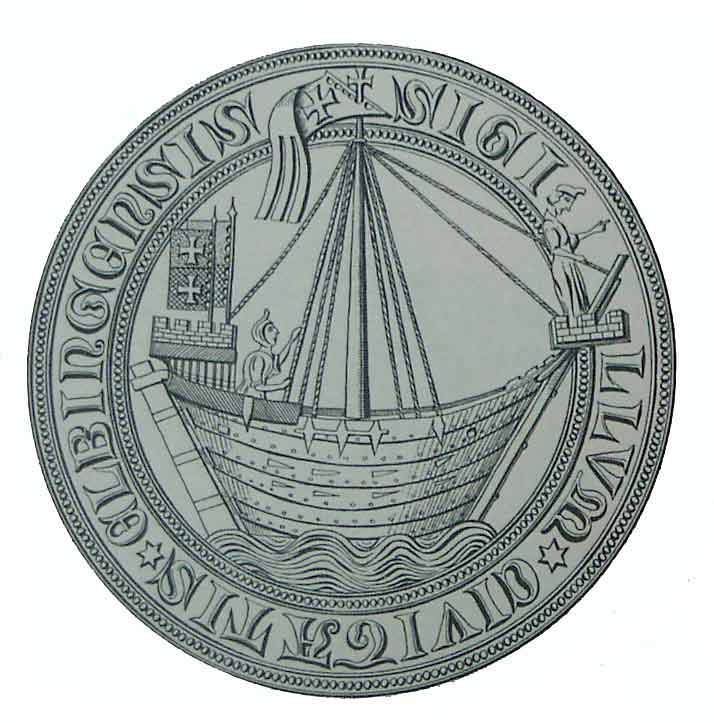
Elbinger Siegel von 1350

Flagge Lübecks

## Beispiele

### Mittelalterliche Flaggen der Hansestädte

Riga
Lübeck
Danzig
Elbing
Rostock
Stralsund
Königsberg
Wismar
Stettin